# Pyrwomaj (wieś)
Pyrwomaj (bułg. Първомай) – wieś w Bułgarii, w obwodzie Błagojewgrad, w gminie Petricz. Według danych szacunkowych Ujednoliconego Systemu Ewidencji Ludności oraz Usług Administracyjnych dla Ludności, 15 czerwca 2020 roku miejscowość liczyła 3 331 mieszkańców.

## Osoby związane z miejscowością

### Urodzeni
- Kostadin Popow (1850–1904) – bułgarski rewolucjonista